# Escapade in Florence
Pour plus de détails, voir Fiche technique et Distribution.
Escapade in Florence est un téléfilm réalisé par Steve Previn, produit par Walt Disney Productions et diffusé en deux épisodes à la télévision en 1962 dans l'émission Walt Disney's Wonderful World of Color.

## Synopsis
Tommy Carpenter et Annette Aliotto sont deux étudiants dans la ville de Florence en Italie. Alors qu'ils profitent de l'architecture et des œuvres d'art de la ville pour filer le grand Amour, ils découvrent que les peintures sont au centre d'un important réseau de contrefaçon. Le mystère et le suspense entourent les deux jeunes jusqu'à ce que le cerveau derrière ce réseau les découvrent. Il les enferme dans un ancien donjon.

## Fiche technique
- Titre original : Escapade in Florence
- Réalisateur : Steve Previn assisté d'Ottavio Oppo
- Scénario : Maurice Tombragel, Bob Wehling d'après Edward Fenton
- Directeur artistique : Gastone Medin
- Image : Kurt Grigoleit
- Montage : Lloyd Richardson, Alfred Srp
- Musique : Buddy Baker
  - Chansons : Richard M. Sherman et Robert B. Sherman (Bella Bella Florence, Canzone del Amore)
- Dialogue : Kent McPherron
- Technicien du son : Robert O. Cook
- Costumes : Annalisa Nasalli Rocca
- Coordinateur de programme : Jack Bruner
- Producteur : Bill Anderson (coproducteur), Orazio Tassara (supervision Italie)
- Société de production : Walt Disney Productions

Sauf mention contraire, les informations proviennent des sources suivantes : John West et IMDb

## Distribution
- Tommy Kirk : Tommy Carpenter
- Annette Funicello : Annette Aliotto
- Nino Castelnuovo : Bruno
- Clelia Matania : Aunt Gisella
- Venantino Venantini : Lorenzo
- Ivan Desny : Count Roberto
- Odoardo Spadaro : Padrone
- Carlo Rizzo : Uncle Mario
- Renzo Palmer : Carabiniere
- Richard Watson : Butler
- Helen Stirling : Miss Brooks
- Elisa Cegani : Felicia
- Liana Del Balzo : Countess Della Scala
- Georges Ehling : Gino
- Ivan Triesault : Professor Levenson

Source : John West et IMDb

## Origine et production
Pendant plusieurs années, un film sur le Palio de Sienne a été en projet au sein du studio Disney et malgré plusieurs scénaristes engagés pour concevoir une histoire, aucun n'a fourni un scénario satisfaisant. Maurice Tombragel est l'un de ses auteurs et il propose en parallèle d'adapter une nouvelle d'Edward Fenton qui se déroule à Florence. Le studio Disney qui venait d'achever le tournage de Bon voyage ! à Paris et sur la Côte d'Azur, poursuit donc les productions locales en Europe.
Le film a été principalement tourné à Florence en Italie,. John West précise qu'en dehors d'un petit caprice de l'actrice Annette Funicello, lassée des plats italiens, le tournage du film n'a connu aucun élément marquant. Pour le caprice, l'actrice avait promis n'importe quoi en échange d'un pot de beurre de cacahuète, un de ses pêchés mignons et quand l'acteur Tommy Kirk pensa avoir réussi à en trouver, il s'est avéré que le pot était en fait de la moutarde [l'acteur ne devait pas savoir lire l'italien].
Un autre point que John West a souhaité abordé et l'effet chambre d'écho lors des chansons d'Annette n'est pas dû au recours d'un s« tudio miteux dans une arrière cours de Rome » mais simplement une marque de fabrique de la jeune actrice et chanteuse américaine.
Le film a été diffusé dans l'émission Walt Disney's Wonderful World of Color (sur NBC) en deux parties le 30 septembre et le 7 octobre 1962,,,.

## Analyse
John West décrit le film comme « tiède mais pas sans mérite malgré un scénario sans suspense et un jeu d'acteur statique. » Le film est un beau documentaire de voyage dans la ville de Florence avec de magnifique paysage mais qui ne propose aucun rebondissement.